# ژیل مارگه
ژیل مارگه (فرانسوی: Gilles Marguet‎؛ زادهٔ ۳ دسامبر ۱۹۶۷) ورزشکار دوگانه اهل فرانسه است.